# Шмаргунов, Константин Николаевич
Константин Николаевич Шмаргунов (13.05.1902 г., с. Малевка Тульской губернии — 17.04.1953 г., г. Новосибирск) — доктор технических наук, профессор по кафедре горной электромеханики Томского индустриального института, директор института с 1939—1944 гг., директор Ленинградского политехнического института с 1946—1951 гг.

## Биография
Из семьи шахтёра. В годы разрухи Шмаргунов вынужден был оставить школу.
В 1918 г. работал переписчиком скота; в 1919 г. — в совхозе на сельхозмашинах; в 1920—1922 гг. — в Товарковском каменноугольном районе на шахте откатчиком, начальником пожарной охраны.
В 1922 г. рудничный комитет командировал Шмаргунов в г. Тулу на рабочий факультет. Одновременно он работал помощником электромонтера на электростанции. Окончив в 1925 г. рабочий факультет, Шмаргунов был командирован в Томск в Томский технологический институт на механический факультет.
В 1930 г. окончил Сибирский механико-машиностроительный институт и получил звание инженера — механика по электрической специальности.
В 1938 г. по постановлению Ученого Совета Московского горного института получил ученую степень кандидата технических наук без защиты диссертации. В этом же году решением ВАК при ВКВШ Шмаргунову было присвоено звание доцента.
Он создал опытную модель электрического отбойного молотка для добычи угля, которые впоследствии выпускал Томский электромеханический завод. Профессор Шмаргунов изобрел электрический перфоратор и разработал оригинальную конструкцию аккумулятора, обладающего большой емкостью при меньших размерах.
В апреле 1944 года решением ЦК ВКП(б) он был переведен на работу по организации Западно-Сибирского филиала Академии наук СССР в Новосибирске, где занял должность первого заместителя председателя президиума филиала. Во главе ведущих ученых Института активно участвовал в организации Западно-Сибирского филиала АН СССР.
В 1946 — 1951 гг. году был назначен директором Ленинградского политехнического института.
К. Н. Шмаргунов был заметной фигурой в Ленинграде — депутат городского Совета, член президиума Областного Совета профессиональных союзов, член Выборгского райкома ВКП(б), член пленума Городского комитета ВКП(б). Тяжелая болезнь рано прервала жизнь Константина Николаевича Шмаргунова, он умер 17 апреля 1953 года на посту председателя Президиума Западно-Сибирского филиала Академии наук СССР.

## Награды
- Орден Красной звезды (1945).
- Орден Ленина (1940).
- Орден Трудового Красного Знамени (12.12.1940) — «в ознаменование 40-летнего юбилея Томского индустриального института имени С. М. Кирова, за выдающиеся заслуги в деле подготовки высококвалифицированных инженерных кадров».
- Нагрудный знак «Отличник социалистического соревнования Наркомугля» (1939).